# Rafael Scheidt
Rafael Felipe Scheidt  (ur. 10 lutego 1976 w Porto Alegre) – były brazylijski piłkarz pochodzenia niemieckiego występujący na pozycji obrońcy.

## Kariera klubowa
Scheidt zawodową karierę rozpoczynał w 1995 roku w zespole Grêmio z brazylijskiej Serie A. W tym samym roku zdobył z nim Copa Libertadores oraz wystąpił w Pucharze Interkontynentalnym (porażka z Ajaksem). Z zespołem dotarł także do finału Pucharu Brazylii, jednak Grêmio uległo tam ekipie Corinthians Paulista. Z kolei w 1996 roku zdobył z nim mistrzostwo Brazylii oraz Recopa Sudamericana.
W 1997 roku Scheidt odszedł do japońskiego Kawasaki Frontale z drugiej ligi japońskiej. Po roku spędzonym w tym klubie, wrócił do Grêmio. Tym razem spędził tam 2 sezony. W 1999 roku podpisał kontrakt ze szkockim Celtikiem. W Scottish Premier League zadebiutował 11 marca 2000 roku w wygranym 4:1 pojedynku z St. Johnstone. W tym samym roku zdobył z zespołem Puchar Ligi Szkockiej.
Latem 2000 roku wrócił do Brazylii, gdzie został graczem ekipy Corinthians (Seria A). W 2002 roku zdobył z nią Puchar Brazylii. W 2003 roku odszedł do Atlético Mineiro, także grającego w Seria A. Pierwszy ligowy mecz zaliczył tam 30 marca 2003 roku przeciwko Corinthians (3:0). W Atlético spędził jeden sezon.
W 2004 roku Scheidt podpisał kontrakt z zespołem Botafogo. Zadebiutował tam 4 lipca 2004 roku w wygranym 2:1 ligowym pojedynku z AD São Caetano. Barwy Botafogo reprezentował przez 3 sezony. W 2007 roku wyjechał do Chin, by grać w tamtejszym Shaanxi Chanba. W 2008 roku zakończył karierę.

## Kariera reprezentacyjna
W reprezentacji Brazylii Schedit zadebiutował 31 marca 1999 roku w wygranym 2:0 towarzyskim meczu z Japonią. W drużynie narodowej rozegrał w sumie 3 spotkania, wszystkie w 1999 roku.